# S 35 (Schiff)
S 35 war ein Großes Torpedoboot des Amtsentwurfs 1913 der Kaiserlichen Marine. Das Boot gehörte zu einer sechs Einheiten umfassenden Bauserie, die im Etatjahr 1913 seitens des Reichsmarineamtes (RMA) an Schichau vergeben wurde. S 35 wurde am 31. Mai 1916 während der Skagerrakschlacht versenkt.

## Geschichte
Die Großen Torpedoboote des Amtsentwurfs 1913 waren die Abkehr vom Vorentwurf 1911 und dem Versuch, kleinere und preisgünstige Boote zu beschaffen. Der neue Entwurf erreichte die Baugröße der britischen Zerstörer, hatte allerdings eine leichtere Bewaffnung. Primär galt immer noch die Tirpitzsche Torpedobootsdoktrin, dass der Torpedo Primärwaffe sei und die Artillerie lediglich der Verteidigung diene.

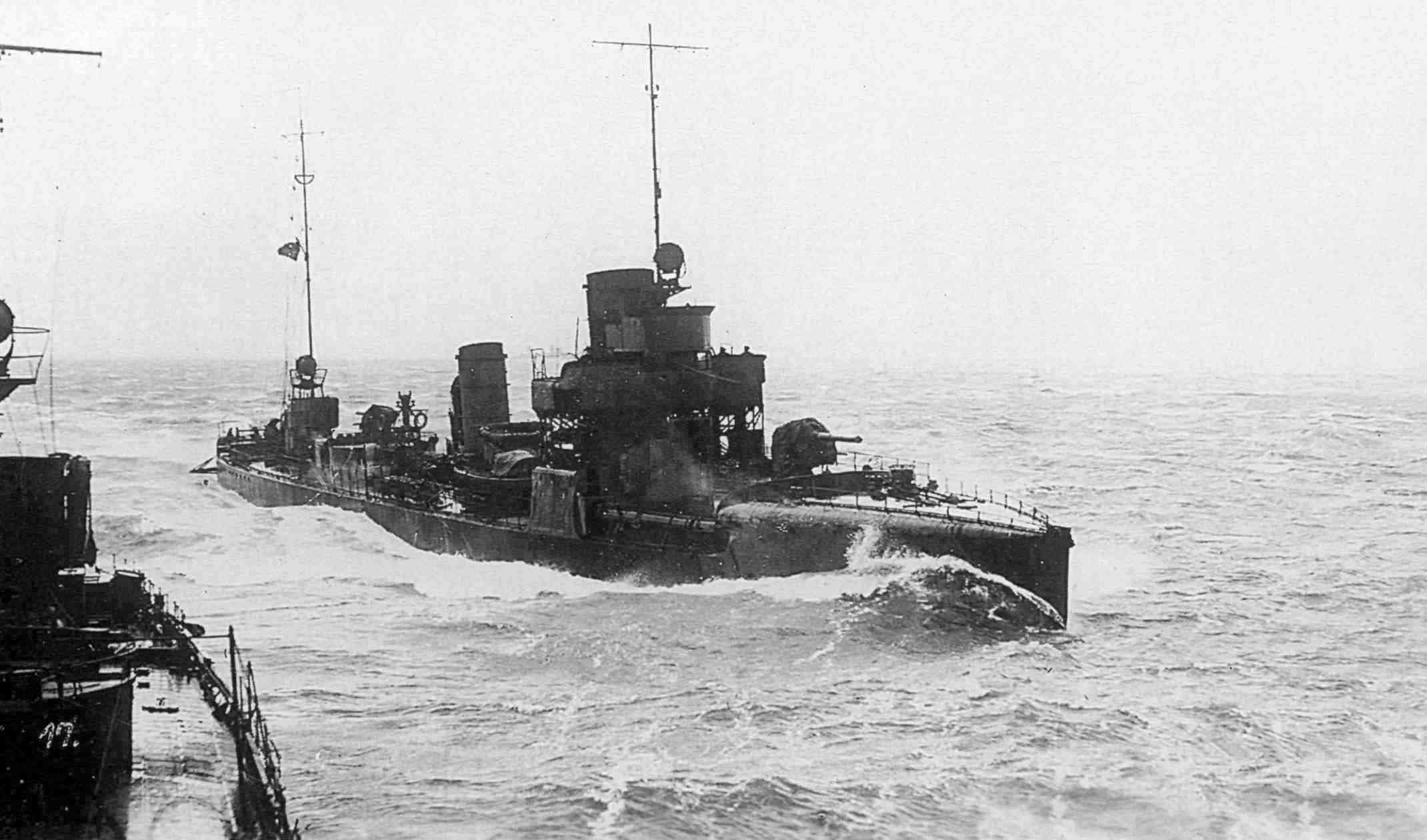
Das ähnliche Schwesterboot S 63 mit verstärkter Bewaffnung

Die Boote des Amtsentwurfs 1913 waren die ersten Torpedoboote der Kaiserlichen Marine, die ausschließlich mit Öl befeuert wurden. Wie bei der Beschaffung von Torpedobooten für die Kaiserliche Marine seit dem Jahrhundertbeginn, gingen die Bauaufträge für die 1913er-Flottille an konkurrierende Privatwerften: Die AG Vulcan in Stettin und die Schichau-Werft in Elbing, nach denen die Boote mit den Anfangsbuchstaben der Werften („V“ bzw. „S“) sowie mit fortlaufenden Ordnungsnummern bezeichnet wurden. Der Stettiner Vulcan baute die Halbflottille von V 25 bis V 30 und die Schichau-Werft die Boote von S 31 bis S 36.
S 35 war zusammen mit dem Schwesterboot S 36 im Juni 1914 der Werft überlassen worden und nach Freigabe zum Verkauf seitens des RMA an Griechenland vorgesehen – mit der Maßgabe, dass Schichau umgehend zwei Ersatzbauten (die später als S 49 und S 50 in Fahrt gekommenen Boote) auf Kiel legen sollte. Dazu ist es nicht gekommen, da beide Boot durch das Reichsmarineamts am 10. August 1914 beschlagnahmt wurden und unter der ursprünglichen Bezeichnung in Dienst kamen.
Das erst nach Kriegsbeginn am 30. August 1914 vom Stapel gelaufene S 35 wurde nach beschleunigter Fertigstellung am 4. Dezember 1914 von der Marine übernommen und kam zur IX. Torpedoboots-Flottille, die gerade in Aufstellung begriffen war. Mit den Schwesterschiffen ab S 31 bildete es in diesem Rahmen die 18. Torpedoboots-Halbflottille unter dem seinerzeitigen Kapitänleutnant Werner Tillessen. Die 17. Torpedoboots-Halbflottille im selben Verband bestand aus den Vulcan-Booten V 25 bis V 30.

## Einsätze
Das Boot wurde am 4. Dezember 1914 in Kiel in Dienst gestellt und erledigte die Probefahrten in der Ostsee. Aufgrund des Fehlens moderner und schneller Kriegsschiffe musste es dort schon im Rahmen der Ausbildungstätigkeit entsprechende Kampfeinsätze fahren.
Das Boot wurde auf den Kriegsschauplätzen der Nord- und Ostsee eingesetzt. So war es unter anderem auch im Februar 1915 beim Untergang von V 25 anwesend. Es wurde im Rahmen der IX. Torpedoboots-Flottille auch beim Vorstoß in die Rigaer Bucht, zu dem Einheiten aus der Hochseeflotte abgeordnet wurden, im August 1915 eingesetzt. Dabei rettete das Boot am 19. August von dem auf einer Mine gesunkenen Schwesterboot S 31 einen Teil der Mannschaften. Anschließend verlegte es unter dem neuen Kommandanten Friedrich Ihn (1885–1916) wieder in die Nordsee. Im Winter 1915/16 nahm es im Flottillenverband an mehreren Aufklärungsvorstößen in den Skagerrak und Kattegat teil. Es wurden dabei Handelsschiffe der neutralen skandinavischen Staaten auf Konterbande überprüft. Erfolge, also Schiffe mit den Feindmächten (Entente) gehörender Ware zu finden, waren jedoch sehr gering.

## Verlust
Während der Skagerrakschlacht gehörte S 35 mit der gesamten IX. Torpedobootsflottille zum Deckungsverband der Aufklärungsstreitkräfte unter Vizeadmiral Franz Hipper. Das Boot war dabei dem Sicherungsschirm der II. Aufklärungsgruppe unter Friedrich Boedicker zugeteilt und lief somit an der Spitze der deutschen Flotte. In der Anfangsphase rettete S 35 vom bewegungsunfähig geschossenen V 29 neunundzwanzig Seeleute inklusive des Kommandanten Erich Steinbrinck. In den unübersichtlichen Zusammenstößen während der Schlacht, nahm es in einem kritischen Moment für die deutsche Seite (3. Gefechtskehrtwende um die deutschen Schiffe von der britischen Linie zu lösen) an einen Torpedoangriff auf die britische Flotte teil, währenddessen es einen schweren Artillerietreffer erhielt. Das Boot brach nach dem Treffer auseinander und versank nach 20.23 Uhr auf Position 56° 56′ N, 6° 4′ O mit der gesamten Besatzung von 87 Mann und den geretteten 29 Seeleuten von V 29.

## Ehrungen
Die deutsche Kriegsmarine ehrte den auf S 35 gefallenen Kommandanten durch Benennung des Zerstörers Z 14 Friedrich Ihn.